# Efeito bola de neve
Metaforicamente, o efeito de bola de neve é um processo que começa a partir do estado inicial de uma pequena ação e vai aumentando baseado nesta ação, tornando-se maior (mais grave e mais grave) e potencialmente perigoso ou desastroso (um círculo vicioso). É uma progressão mais dramática do que o clássico efeito dominó. Este é um clichê que aparece frequentemente nos desenhos animados e no teatro moderno, além da psicologia.
A analogia comum é com o rolar de uma bola de neve descendo uma encosta coberta de neve. À medida que rola, a bola pega mais neve, ganhando mais massa e área de superfície, e ainda mais neve e impulso conforme rola, sendo assim muito utilizada para se referir a uma situação que se tornou catastrófica graças a progressão um pequeno evento.
Na engenharia aeroespacial, é usada para descrever o efeito de multiplicação da economia do peso da aeronave. Uma redução no peso da fuselagem exigirá menos sustentação, o que significa que as asas podem ser menores. Portanto, menos empuxo é necessário e, portanto, motores menores, resultando em uma maior economia de peso do que a redução original, que no caso seria apenas a redução do peso da fuselagem. Essa iteração pode ser repetida várias vezes, embora a diminuição do peso dê retornos decrescentes.
O processo de inicialização de um oscilador eletrônico de feedback, quando a alimentação do circuito é ligada, é uma aplicação técnica do efeito bola de neve. O ruído eletrônico é amplificado pelo circuito oscilador e retornado à sua entrada filtrado para conter principalmente a frequência selecionada (desejada), tornando-se gradativamente mais forte a cada ciclo, até que uma oscilação em regime permanente seja estabelecida, quando os parâmetros do circuito satisfazem o critério de estabilidade de Barkhausen.